# Jiménez, Costa Rica
Jiménez är en ort i Costa Rica.   Den ligger i provinsen Limón, i den centrala delen av landet, 40 km nordost om huvudstaden San José. Jiménez ligger 431 meter över havet och antalet invånare är 985.
Terrängen runt Jiménez är lite bergig, och sluttar norrut. Runt Jiménez är det ganska tätbefolkat, med 75 invånare per kvadratkilometer. Närmaste större samhälle är Guápiles, 5,6 km norr om Jiménez. I omgivningarna runt Jiménez växer i huvudsak städsegrön lövskog.